# Майер, Фридрих Карл

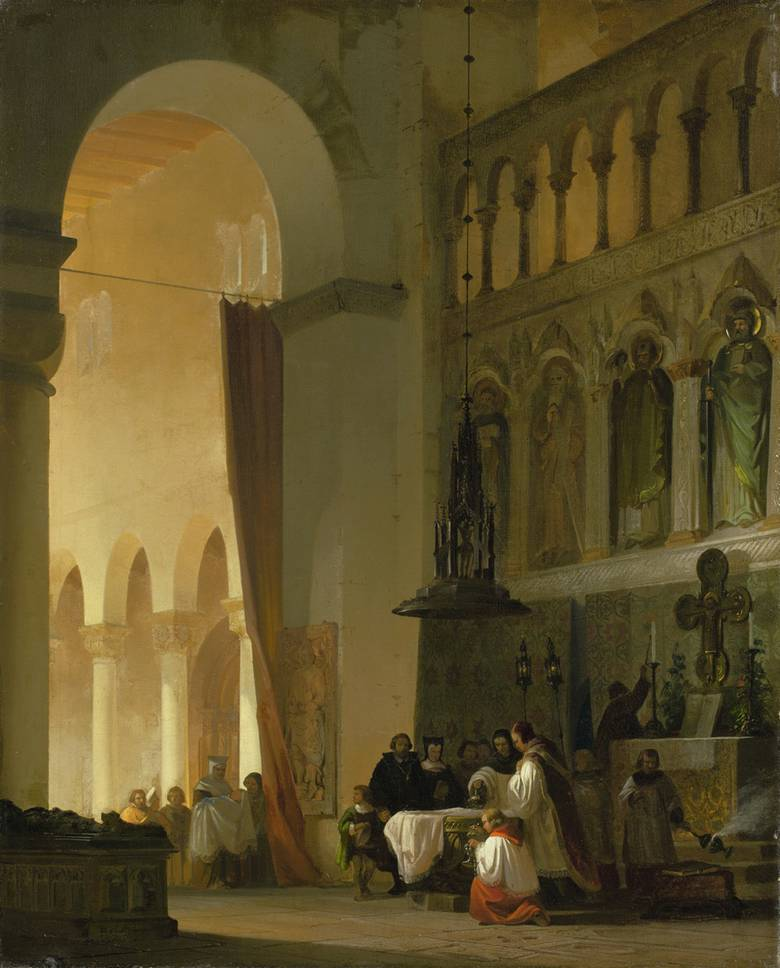
Крещение ребёнка в базилике

Фридрих Карл Майер (нем. Friedrich Carl Mayer; 3 января 1824, Бад-Тёльц, Королевство Бавария — 24 января 1903, Мюнхен) — немецкий художник, архитектурный живописец. педагог.

## Биография

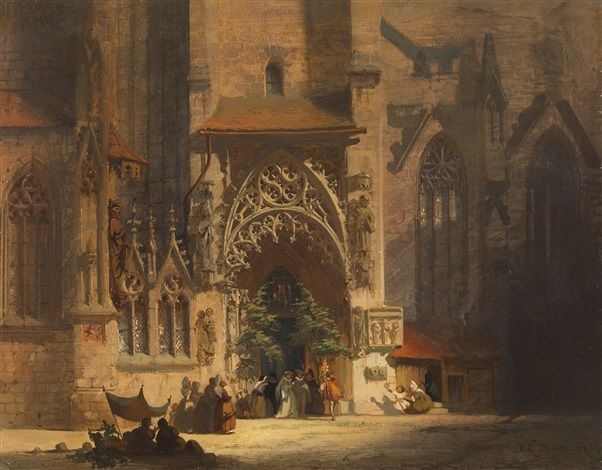
Вход в Церковь Святого Зебальда

В 1844—1848 годах обучался в Мюнхенской академии художеств, где изучал архитектурную живопись Ученик архитектора Августа фон Фойта и художников Йозефа Шлоттауэра и Клеменса фон Циммермана.
Совершил длительную ознакомительную поездку по Европе. Вернувшись на родину, поселился в Нюрнберге, где в 1855 году стал профессором орнаментного рисунка в школе прикладного искусства.
Для своих архитектурных картин брал сюжеты, в основном, из Нюрнберга и Аугсбурга. Любил изображать интерьеры, с особым акцентом на строгий рисунок и точные детали при тонком освещении солнечного света.
Похоронен в Мюнхене на Старом южном кладбище.

## Избранные работы
- Ратуша (Брауншвейг)
- Хоры Аугсбургского собора
- Интерьеры Магдебургского собора
- Интерьеры Церкви Святого Зебальда в Нюрнберге
- Ульмский собор
- Хальберштадтский собор
- Фрауэнкирхе (Мюнхен)